# Jan Gillisz. van Vliet
Jan/Johannes Gillisz van Vliet (Leiden, ca.1600/1610 – aldaar, augustus 1668) was een Leidse prentkunstenaar (etser) en vooral bekend om zijn samenwerking met Rembrandt en Jan Lievens.

## Biografie
Het geboortejaar van Jan Gillisz van Vliet is niet zeker, maar moet liggen tussen 1600 en 1610. Hoewel er bronnen zijn die hebben gesuggereerd dat Van Vliet in Delft zou zijn geboren, heeft Jan Gillisz van Vliet zijn hele leven in Leiden gewoond.
Al vroeg in de zeventiende eeuw duikt zijn naam op in het atelier van Rembrandt en Lievens. Hij was de zoon van een graanhandelaar en woonachtig aan de Nieuwe Rijn in Leiden.
Uit 1628 dateert een prent van ‘Isaac en Ezau’ met de signatuur ‘J. Lievens inv./ JG v. Vliet fecit’ naar een schilderij van Lievens dat verloren is gegaan. 
Zo bestaat er eveneens een grote prent van de hand van Van Vliet naar een schilderij van Rembrandt dat eveneens verloren is gegaan met de titel ‘De doop van de kamerling’ en de signatuur 'RH van Rijn inv, JG v Vliet fecit 1631'.
Daarnaast kennen we verschillende etsen van Van Vliet naar werken van Rembrandt met eenzelfde soort signatuur: 'Rt. inventor' en JG v. Vliet fec. 1634' 
Van Vliet maakte meerdere prenten naar zowel etsen als schilderijen van Rembrandt en Lievens. Van de prenten die hij  maakte van het werk van Rembrandt zijn er tien bewaard gebleven.  Uit de manier waarop hij dat deed, blijkt dat hij wel een goed vakman, maar geen groot kunstenaar was. Zo maakte hij o.a. etsen naar een vroeg zelfportret van Rembrandt en een lachend soldaatje op koper van dezelfde, waarop de arceringen van zowel kleding, haar en schaduwpartijen beslist mechanisch, saai en weinig artistiek genoemd kunnen worden. 
Dat Van Vliet tot in de jaren 1633-34 nog naar voorbeelden van Rembrandt kon werken, terwijl Rembrandt toen zelf al in Amsterdam woonde, duidt erop dat beide kunstenaars ook in die tijd nog contact met elkaar hadden. Dat wordt bevestigd door het feit dat Van Vliet in 1635 Rembrandt nog assisteerde bij het vervaardigen van een paar zeer grote etsen. Zelfstandig en op zichzelf aangewezen, zou Van Vliet al snel ontaarden in een middelmatig vakman.
In 1636 trouwde Van Vliet met een vrouw uit gegoede familie, waarna hij zijn etsnaald en burijn voorgoed aan de wilgen hing en wijnhandelaar werd. Verder is over zijn leven weinig bekend.
Zijn grafsteen in de Pieterskerk in Leiden vermeldt dat hij daar op 14 augustus 1668 werd begraven.

## Galerij

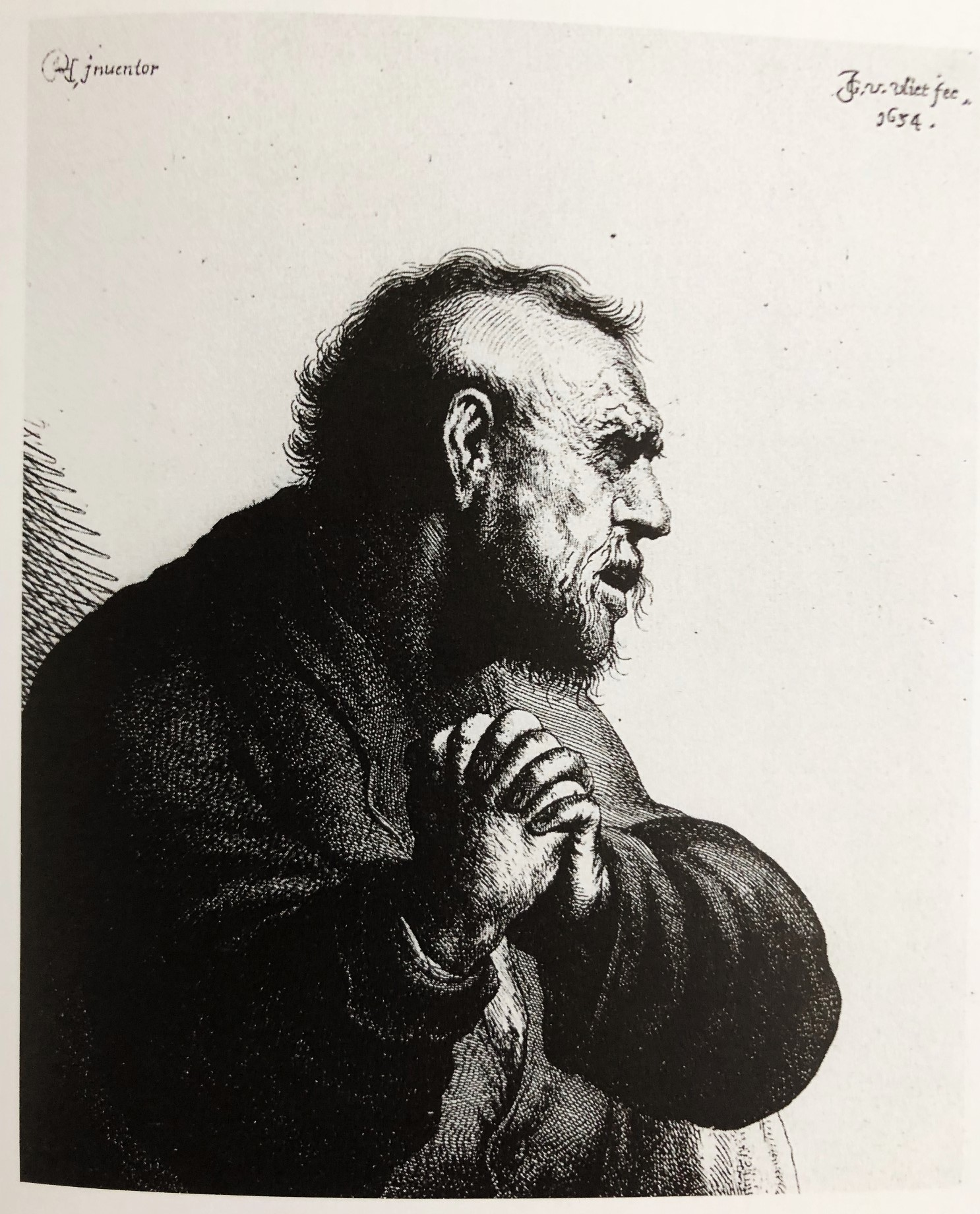
De berouwvolle Judas, naar Rembrandt uit 1634